# عشاي (إب)

تعديل مصدري - تعديل

عشاي هي إحدى قرى عزلة جبل معود بمديرية إب التابعة لمحافظة إب، بلغ تعداد سكانها 550 نسمة حسب تعداد اليمن لعام 2004.